# Serapeum
Serapeum ali serapejon je tempelj ali druga verska ustanova, posvečena helenistično-egipčanskemu bogu Serapisu, ki združuje vidike Ozirisa in Apisa v počlovečeni obliki ter so jo sprejeli ptolemejski Grki v Aleksandriji. Bilo je več takih verskih centrov, serapejonov (grško Σεραπεῖον) ali latinsko serapeumov.

## Egiptovski serapejon

### Aleksandrija
31°10′55″N 29°53′49″E / 31.18194°N 29.89694°E

Serapeum, quod licet minuatur exilitate verborum, atriis tamen columnariis amplissimis et spirantibus signorum figmentis et reliqua operum multitudine ita est exornatum, ut post Capitolium, quo se venerabilis Roma in aeternum attollit, nihil orbis terrarum ambitiosius cernat.

Amijan Marcelin, Res Gestae, XXII, 16

Serapeum, čudovit do točke, ko bi besede samo zmanjšale njegovo lepoto, ima prostorne sobe, obdane s stebri, napolnjene s kipi, kot bi bili živi, in ogromno drugih del te umetnosti, da se, razen Kapitola, ki je rimska častitljiva večnost, lahko šteje kot velikopotezna mojstrovina na vsem svetu.

Serapejon iz Aleksandrije je bil tempelj v ptolemajskem Egiptu, ki ga je zgradil Ptolemaj III. (vladal 246–222 pr. n. št.) in je bil posvečen Serapisu, sinkretičnemu helenistično-egipčanskemu bogu, ki je bil zaščitnik Aleksandrije. Z vsemi podrobnimi študijami je bil največji in najveličastnejši od vseh templjev v grški četrti Aleksandrije. Poleg podobe boga je tempelj z okolico hranil zbirko velike Aleksandrijske knjižnice.  Geograf Strabon je napisal, da je stala na zahodu mesta. Ostalo ni nič.
Izkopavanja na mestu Dioklecijanovega stebra leta 1944 so odkrila ostanke temeljev Serapisovega templja. To sta dva kompleta desetih plošč, po ena zlata, srebra, bronasta, iz fajanse, na soncu sušenega nilskega blata in pet iz neprosojnega stekla.  Napis, da je Ptolemaj III. Euerget zgradil Serapejon, v grščini in hieroglifih, zaznamuje vse plošče; kaže, da je bil kot arhitekt podpisan Parmenisk.  Ostanke temeljev templja,  posvečenega Harpokratu iz vladavine Ptolemaja IV., so tudi našli v stenah ograjenega prostora. 
V podzemnih galerijah pod templjem je bil najverjetneje Serapisov misterij. Leta 1895 je bil kip iz črnega diorita, ki je predstavljal Serapisa v obliki bika Apisa s sončnim diskom med njegovimi rogovi, najden na najdišču; napis ga datira v vladavino cesarja  Hadrijana (117–38).

### Uničenje Aleksandrijskega serapejona
V Aleksandriji so ga uničile krščanske množice ali rimski vojaki leta 391 (čeprav o datumu še teče razprava).  Je več nasprotujočih poročil o njegovem uničenju.
Po zgodnjih krščanskih virih je bil škof Teofil iz Aleksandrije nicejski patriarh, ko je odlok cesarja Teodozija I. prepovedal vse javne obrede razen krščanskih. Teodozij I. je postopoma prevzel (leta 389) svete praznike drugih ver ob delavnikih, prepovedal javna žrtvovanja, zaprl templje in sodeloval pri lokalnem nasilju kristjanov nad kulti večjih mest. Odlok, objavljen leta 391, da "nihče ne sme iti v svetišča [ali] skozi templje", je povzročil opustitev številnih templjev v celotnem cesarstvu in širjenje ali njihovo zamenjavo v krščanske cerkve.
V Aleksandriji je škof Teofil pridobil zakonito oblast nad prisilno zapuščenim Dionizovim templjem, ki je bil namenjen za spremembo v cerkev. Med prenovo so vsebino podzemnih prostorov ("skrivnih jam" po krščanskih virih) odkrili in oskrunili, kar naj bi spodbudilo množice nekristjanov, da so se maščevali. Kristjani so se maščevali, Teofil se je umaknil, pogani so se zaprli v serapejon, še vedno najveličastnejši od preostalih mestnih svetišč, se zabarikadirali v notranjosti ter vzeli kristjane s seboj.
Viri poročajo, da so bili ujetniki prisiljeni darovati prepovedanim božanstvom in da so bili tisti, ki so to zavrnili, mučeni (njihove golenice zdrobljene) in na koncu vrženi v jame, ki so bile zgrajene za krvna žrtvovanja. Ujeti pogani so oropali serapejon (Rufinus & MacMullen 1984).
Teodozij je poslal pismo Teofilu in ga prosil, da izda pomilostitev za pogane in pozval k uničenju vseh poganskih slik, kar je bil izvor nemirov. Serapejone, stavbe, posvečene egiptovskemu bogu iz Kanopa, so uničili rimski vojaki in menihi so bili vpoklicani iz puščave. Val uničenja nekrščanskih malikov se je v naslednjih tednih razširil po vsem Egiptu, kot je dokumentirano na sliki na papirusu iz svetovne kronike, napisano v Aleksandriji v začetku 5. stoletja, ki kaže zmagoslavje Teofila (slika zgoraj levo); kultna Serapisa, okronana z modiusom (posebno pokrivalo), je vidna v templju na dnu (MacMullen 1984).
Nekolika drugačna različica uničenja se kaže v povezavi s škofom Teofilom, ki je zaprl mitrej namesto Dionizovega templja, vendar so podrobnosti o skrunitvi in namigovanje na človeško žrtvovanje v bistvu podobne.
V spisih Evnapija, poganskega zgodovinarja poznejšega neoplatonizma, je spet drugačna različica. Neizzvani kristjani so uspešno uporabljali vojaško taktiko za uničenje in niso pustili ničesar, kar bi lahko preživelo napad. Po Evnapiju so si ostanke kriminalcev in sužnjev, ki so zasedli serapejon ob napadu, prilastili nekristjani, jih dali v (preživele) poganske templje in jih častili kot mučence (Turcan, 1996).
Ne glede na vzrok za uničenje Serapejona sta ga po mnenju Petra Browna krščanska pisca Rufin Akvilejski in Sozomen opisala kot najbolj spektakularen konflikt.  Nekateri drugi antični in sodobni avtorji razlagajo uničenje Serapejona v Aleksandriji kot predstavo zmagoslavja krščanstva in odnos kristjanov do poganov. Peter Brown vključuje to v dolgoročne in pogoste obračune v mestu, kjer so se grške in judovske četrti borile med seboj že 400 let pred 1. st. n. št.  Poleg tega Evzebij Cezarejski omenja ulične spopade v Aleksandriji med kristjani in nekristjani, ki so se pojavljali že leta 249. Obstajajo dokazi, da so nekristjani sodelovali pri uličnih bojih za in proti Atanasiju leta 341 in 356. Podobne opise najdemo v spisih Sokrata Sholastika. R. McMullan nadalje poroča, da je bil leta 363 (skoraj 30 let prej) škof Georg ubit v ponavljajočih se dejanjih ogorčenja, žalitev in ropanja najbolj svetih zakladov mesta.  Serapejon v Aleksandriji ni bil obnovljen. Film z naslovom Agora iz leta 2009 prikazuje te in druge dogodke, čeprav s precejšnjo umetniško svobodo
.
About this period, the bishop of Alexandria, to whom the temple of Dionysus had, at his own request, been granted by the emperor, converted the edifice into a church. The statues were removed, the adyta (hidden statues) were exposed; and, in order to cast contumely on the pagan mysteries, he made a procession for the display of these objects; the phalli (ritual symbols of Dionysus), and whatever other object had been concealed in the adyta which really was, or seemed to be, ridiculous, he made a public exhibition of.
The pagans, amazed at so unexpected an exposure, could not suffer it in silence, but conspired together to attack the Christians. They killed many of the Christians, wounded others, and seized the Serapion, a temple which was conspicuous for beauty and vastness and which was seated on an eminence. This they converted into a temporary citadel; and hither they conveyed many of the Christians, put them to the torture, and compelled them to offer sacrifice. Those who refused compliance were crucified, had both legs broken, or were put to death in some cruel manner. When the sedition had prevailed for some time, the rulers came and urged the people to remember the laws, to lay down their arms, and to give up the Serapion. There came then Romanus, the general of the military legions in Egypt; and Evagrius was the prefect of Alexandria.
As their efforts, however, to reduce the people to submission were utterly in vain, they made known what had transpired to the emperor.

Those who had shut themselves up in the Serapion prepared a more spirited resistance, from fear of the punishment that they knew would await their audacious proceedings, and they were further instigated to revolt by the inflammatory discourses of a man named Olympius, attired in the garments of a philosopher, who told them that they ought to die rather than neglect the gods of their fathers. Perceiving that they were greatly dispirited by the destruction of the idolatrous statues, he assured them that such a circumstance did not warrant their renouncing their religion; for that the statues were composed of corruptible materials, and were mere pictures, and therefore would disappear; whereas, the powers which had dwelt within them, had flown to heaven. By such representations as these, he retained the multitude with him in the Serapion.
When the emperor was informed of these occurrences, he declared that the Christians who had been slain were blessed, inasmuch as they had been admitted to the honor of martyrdom, and had suffered in defense of the faith.

He offered free pardon to those who had slain them, hoping that by this act of clemency they would be the more readily induced to embrace Christianity; and he commanded the demolition of the temples in Alexandria which had been the cause of the popular sedition.
It is said that, when this imperial edict was read in public, the Christians uttered loud shouts of joy, because the emperor laid the odium of what had occurred upon the pagans.

The people who were guarding the Serapion were so terrified at hearing these shouts, that they took to flight, and the Christians immediately obtained possession of the spot, which they have retained ever since.
I have been informed that, on the night preceding this occurrence, Olympius heard the voice of one singing hallelujah in the Serapion. The doors were shut and everything was still; and as he could see no one, but could only hear the voice of the singer, he at once understood what the sign signified; and unknown to any one he quitted the Serapion and embarked for Italy. It is said that when the temple was being demolished, some stones were found, on which were hieroglyphic characters in the form of a cross, which on being submitted to the inspection of the learned, were interpreted as signifying the life to come. These characters led to the conversion of several of the pagans, as did likewise other inscriptions found in the same place, and which contained predictions of the destruction of the temple.
It was thus that the Serapion was taken, and, a little while after, converted into a church; it received the name of the Emperor Arcadius.

One of the soldiers, better protected by faith than by his weapon, grabs a double-edged axe, steadies himself and, with all his might, hits the jaw of the old statue. Hitting the worm-eaten wood, blackened by the sacrificial smoke, many times again, he brings it down piece by piece, and each is carried to the fire that someone else has already started, where the dry wood vanishes in flames. The head goes down, then the feet are hacked, and finally the god's limbs are ripped from the torso with ropes. And so it happens that, a piece at a time, the senile buffoon is burned right in front of its adorer, Alexandria. The torso, which had remained unscathed, was burned in the amphitheatre, in a final act of contumely. [...]
A brick at a time, the building is taken apart by the righteous (sic) in the name of our Lord God: the columns are broken, the walls knocked down. The gold, the fabrics and precious marbles are removed from the impious stones imbued with the devil. [...]
The temple, its priests and the wicked sinners are now vanquished and relegated to the flames of hell, as the vain superstition (paganism) and the ancient demon Serapis are finally destroyed.

### Sakara
Serapejon v Sakari je bil severozahodno od Džoserjeve piramide v Sakari, nekropoli v bližini Memfisa. To je bilo grobišče Apisovih bikov, inkarnacija boga Pta. Verjeli so, da so biki postali nesmrtni po smrti kot Oziris Apis, skrajšano Serapis v helenskem obdobju. Najstarejši pokopi datirajo v vladavino Amenhotepa III.
V 13. stoletju pred našim štetjem je Kemveset, sin Ramzesa II. odredil, da se izkoplje predor skozi eno od gora s stranskimi sobami. Zasnovan je bil tako, da je vseboval velike granitne sarkofage, ki so tehtali vsak po 70 ton, kamor so shranili mumificirane ostanke bikov.  Drugi predor, približno 350 m dolg, 5 m visok in 3 m širok, je bil izkopan v času Psametika I. in ga je pozneje uporabljala ptolemajska dinastija.
Dolga procesijska pot, ki je vodila do obrednega prostora, ki je bila obdana s 600 sfingami, je bila verjetno zgrajena v času  Nektaneba I.
Kontroverzen vidik najdbe v Sakari je, da so v obdobju med vladavino Ramzesa XI. in 23. letom vladanja Osorkona II. – približno 250 let, odkrili le devet pokopov, vključno s tremi sarkofagi, tako poroča Mariette. Ker je povprečna življenjska doba bika med 25 in 28 let, egiptologi menijo, da bi moralo biti več pokopov. Učenjaki, ki dajejo prednost spremembam standardne egipčanske kronologije, kot je David Röhl, so trdili, da je treba na podlagi odkritja v Sakari datiranje dvajsete dinastije Egipta prestaviti približno 300 let pozneje. Večina znanstvenikov je to ovrgla, češ da je veliko verjetnejše, da nekateri pokopi svetih bikov čakajo, da jih bodo odkrili in izkopali.  
Mariette je našel en ohranjen pokop, ki je zdaj v Kmetijskem muzeju v Kairu. Drugih 24 sarkofagov bikov so izropali.
- Dromos na vhodu
- Sfinga dromosa, zdaj v Louvru
- Detajl sfinge dromosa
- Ležeči lev Nektaneba I.
- Grafiti v ljudski pisavi, ki ga je naredil romar na portalu
- Kip Besa
- Kripta v Louvru
- Kip Apisa iz kapele Serapejona

### Kanopos
V delti Nila, v bližini Aleksandrije, je bil še en serapijon. To svetišče, posvečeno Izidi in njenemu soprogu Serapisu, je postalo eno  najbolj znanih kultnih središč ptolomajskega in rimskega Egipta. Festivali in obredi so bili tako priljubljeni, da je mesto postalo arhitekturni model za svetišče egiptovskih bogov v celotnem rimskem imperiju.
Na tem grško-rimskem mestu je bil sveti temenos, zaprt tempelj, posvečen bogovom, za propilejem ali peristilom dvorišča. Tukaj so našli pomožna svetišča, posvečena drugim, manj splošnim egiptovskim božanstvom, pa tudi posvečenim Anubisu (Hermanubis), Hermesu Trismegistu, sinkretizmu Tota in Hermesa, Harpokratu in drugim. Obredni kompleksi, posvečeni Izidi, so bili pogosto zgrajeni okrog vodnjaka ali izvira, kar naj bi predstavljajo čudež letnih poplav Nila. To se je zgodilo tudi v svetiščih, posvečenih egiptovskim bogovom v rimskem obdobju Delos, kjer je osrednja kotlina z elementom vode središče obreda Izide.

## Serapejon v Italiji

### Regio tertia
Regio III v Rimu je bil imenovan Isis et Serapis, ker je imel tempelj, posvečen dvema egiptovskima božanstvoma. Strukturo, prvotno namenjeno samo Izidi, je zgradil Kvint Cecilij Metel Pij v prvi polovici 1. stoletja pred našim štetjem, da proslavi očetovo zmago nad Jugurtom.
Kompleks, od katerega je ostal le del temeljev, je bil prvotno v terasah; med flavijsko dinastijo je bil prenovljen, kult Serapis pa je bil povezan s položajem Izide. Tempelj je bil dokončno porušen v 6. stoletju.

### Marsovo polje (Campus Martius)
Ta tempelj, posvečen Izidi in Serapisu, je bil prvič posvečen 43 pr. n. št.  v Rimu. Zaradi poznejših napetosti med Oktavijanom (pozneje Avgust Cezar) in Markom Antonijem tempelj ni bil zgrajen. Po bitki pri Akciju je Oktavijan prepovedal vero v Rimu v celoti.  Tempelj je končal Kaligula (Gaj Julij Cezar Germanik) na območju, imenovanem Campus martius, med Septo Julija in templjem Minerve okoli leta 37–41. 
Serapejon, dolg 240 m in širok 60 m, je bil razdeljen na tri dele: pravokotna površina se je lahko videla s hojo pod monumentalnimi loki;  odprt trg je bil okrašen z rdečimi granitnimi obeliski, v 1. stoletju je bil prenesen v mesto. V središču trga je bil verjetno tempelj, posvečen Izidi, medtem ko je bil tretji del polkrožna eksedra z apsido predvidoma z oltarjem, posvečenim Serapisu. Fragmente obeliskov, nekatere precej velike, so našli okrog cerkve Santa Maria sopra Minerva; nekateri arheologi menijo, da je bil obelisk nasproti Panteona premeščen iz templja.
Stavba je bila uničena v velikem požaru leta 80,  obnovil jo je Domicijan ; nadaljnja obnova se je začela s Hadrijanom, medtem ko je Septimij Sever naročil  vzdrževanje strukture templja. Pisni zapisi potrjujejo njegov obstoj in obredno delovanje do 5. stoletja.

### Kvirinalski grič
Tempelj, zgrajen na Kvirinalskem griču in posvečen Serapisu, je bil po večini ohranjenih opisov najbolj razkošen in arhitektonsko velikopotezen od vseh, zgrajenih na hribu; njegovi ostanki so še vidni med Palazzo Colonna in Papeško gregorijansko univerzo.
Svetišče, ki je ležalo med današnjo Piazza della Pilotta in velikim trgom nasproti Kvirinalske palače, je zgradil Karakal na zahodnem pobočju hriba, in zajema več kot 13.000 m² (3,2 hektarja), saj njegove stranice merijo 135 m × 98 m. Sestavljala sta ga dolgo dvorišče (ki ga je obdajalo stebrišče) in obredni prostor, kjer so bili postavljeni kipi in obeliski. Oblika je očarala obiskovalce, tempelj je imel stebre 21,17 m visoke in 2 m v premeru, stali so na vrhu marmornega stopnišča, ki je povezalo podnožje hriba s svetiščem.
Ogromen fragment entablature, ki tehta približno 100 ton in ima 34 m³ (največja v Rimu), spada v prvotni tempelj tako kot kipi Nila in Tibere, ki jih je Michelangelo preselil na Kapitolski grič pred stavbo Senata. 

### Hadrijanova vila
Cesar Hadrijan (117–138) je ukazal gradnjo "kanopisa" v svoji vili v Tivoliju s tipično cesarsko veličino: ogromen pravokoten bazen je kanal, dolg 119 m in 18 m širok, ki je bil obkrožen s portikom in kipi, pot, ki vodi na Serapejon.  Svetišče je bilo zaščiteno z monumentalno kupolo, sestavljal ga je javni prostor in bolj intimni podzemni del, ki je bil posvečen htoničnemu vidiku Serapisa.
Da bi proslavil odprtje svojega templja, je Hadrijan skoval kovance s svojo podobo skupaj s Serapisom na odru, na katerem dva stebra podpirata okroglo kupolo. Tako je cesar postal sinaos, spremljevalec božje skrivnosti naos in enako upravičen do kulta Serapisa v kanopisu.

### Ostia antica
Serapejon v  Ostii Antici je bil odprt leta 127 in posvečen sinkretičnemu kultu Jupiter-Serapis.
To je tipično rimsko svetišče na platoju z vrsto stebrov na vhodu, kjer je še vedno mogoče videti mozaik, ki predstavlja Apisa značilno egiptovsko. Od tega templja je verjetno prišel kip, ki ga je Briaksis kopiral za serapejon v Aleksandriji.

### Pozzuoli
Macellum v Pozzuoliju, tržnica ali macellum rimskega mesta Puteoli (zdaj znan kot Pozzuoli) je bil prvič izkopan v 18. stoletju, ko je odkritje kipa Serapisa privedlo do objekta, ki so ga napačno prepoznali kot mestni serapejon, Serapisov tempelj. Pod tem imenom je imel velik vpliv na zgodnjo geologijo kot vrsto vrtin, ki so vplivale na tri stoječe stebre, na podlagi česar so menili, da je bila stavba neko obdobje delno pod morsko gladino. 

## Serapejon v Turčiji

### Pergamon
Notranjost Pergamona v Bergami je Serapisov tempelj, zgrajen za egiptovske bogove v 2. stoletju in ga domačini imenujejo Rdeča bazilika (Kizil Avlu v turščini). To je stavba v obliki bazilike, zgrajena pod vladavino Hadrijana. Sestavljajo jo glavne stavbe in dva okrogla stolpa. V 1. stoletju je v Pergamonu, v glavni stavbi Rdečega bazilike, nastala krščanska cerkev, ki je bila ena od sedmih cerkva, na katero se je nanašala knjiga Razodetje (poglavje 2:12).

### Efez
Drug Serapisov tempelj je v Efezu v bližini današnjega Selçuka v provinci Izmir v Turčiji. Tempelj je v ozadju Celzusove knjižnice. Egiptovski tempelj je bil spremenjen v krščansko cerkev.

### Milet
Ta tempelj je bil zgrajen v 3. stoletju pr. n. št. v bližini južne agore v Miletu, obnovil ga je cesar Avrelijan (270–275).